# Hajja
Hajja (arámi nyelven Ḥayyā) az anatóliai Szamal uralkodója volt az i. e. 9. század első felében. Egyetlen adat alapján lehet elhelyezni a szamali uralkodóházban, ez Kilamuva-sztéléje, amelyen Kilamuva az apjának nevezi.
Hajja a sztélé alapján „nem ért el semmit” uralkodása alatt. Ez feltehetően a Danunával szemben fennálló vazallusi viszonyra vonatkozik, mivel Kilamuva a függetlenség kivívását tartja a saját legnagyobb eredményének, és a sztélé szerint korábban „hatalma volt felettem a danuniak királyának”. Ez az említett uralkodó valószínűleg Azittavadda volt, vagy elődje, Urikki.
I. e. 859-ben Hajja Szapalulme jahani király szövetségeseként részt vett Alimus védelmében, a rá következő évben asszír hadjárat indult Szamal ellen. Hat évvel később, i. e. 853-ban azonban egy Hajja nevű vazallus uralkodó említése feltűnik III. Sulmánu-asarídu asszír királynak a karkari csata emlékére állított sztéléjén. Ezek a dokumentumok egyrészt megerősítik Kilamuva feliratát, másrészt az utóbbi bizonyítja, hogy Hajja i. e. 853-ban még életben volt. Emellett lehetőséget ad arra a feltevésre, hogy Hajja azért lett Asszíria vazallusa, hogy a danunai hatalomtól megszabadulhasson, és a távoli nagyhatalmat jobbnak tartotta a közeli kicsinél. III. Sulmánu-asarídu azonban nem jutott el Adana környékére, mert a Kinaluához közeli Karkar mellett az észak-szíriai koalíció egyesített erői megállították.
Az uralkodóházban előforduló nevek ebben az időben még nem mutatnak nagyobb szemita hatást, anatóliai (luvi és hettita) eredetűek. Ez még az idősebb fia, Saul esetében is igaz, bár ma már inkább tűnne szemita eredetűnek. A Kilamuva-sztélén etnikai feszültségekről is olvashatunk, amelyet a bevándorló arameusok és az őslakos hettiták közti kulturális és gazdasági különbségek okoztak, de úgy tűnik, hogy az uralkodóház mégis inkább luvi eredetű, semmint arameus.
Hajja trónját ismeretlen időpontban és okból vette át fia, Saul.